# Willi Streit
Willi Streit (* 15. September 1936) ist ein ehemaliger deutscher Fußballspieler, der 1956 mit dem SC Chemie Halle-Leuna DDR-Pokalsieger wurde und 1957 für die Hallenser sechs Spiele in der DDR-Oberliga, der höchsten Spielklasse im DDR-Fußball, bestritt.

## Sportliche Laufbahn
Bis 1955 spielte Willi Streit für die Betriebssportgemeinschaft (BSG) Empor Halle. In seiner letzten Saison bei der BSG  Empor wurde er mit deren Junioren-Mannschaft DDR-Meister. Anschließend wurde er zum SC Chemie Halle-Leuna delegiert, dessen 1. Fußballmannschaft gerade in die zweitklassige DDR-Liga abgestiegen war. Im Herbst 1955 musste der SC Chemie eine 13 Spiele umfassende Übergangsrunde absolvieren, die zum Übergang in den Kalenderjahr-Spielrhythmus diente. In diesen Spielen kam Streit noch nicht zum Einsatz, dagegen wurde er in der DDR-Liga-Saison 1956 in zwei Punktspielen aufgeboten. Der SC Chemie schloss diese Saison als Aufsteiger in die DDR-Oberliga und als DDR-Pokalsieger ab. Da der etatmäßige rechte Läufer Gerhard Bierbaum im Endspiel nicht einsatzfähig war, kam Willi Streit überraschend in die Mannschaft, die den ZASK Vorwärts Berlin mit 2:1 besiegte. 1957 stand Streit offiziell im Oberliga-Aufgebot des SC Chemie und wurde auch bereits am ersten Spieltag für 28 Minuten als Einwechselspieler für Gerhard Bierbaum eingesetzt. Bis zum 11. Spieltag wurde Streit in weiteren Punktspielen aufgeboten, wobei er dreimal in der Startelf stand. Sein Einsatz am 11. Spieltag war bereits sein letztes Oberligaspiel.
1958 bestritt er lediglich ein Punktspiel mit der 2. Mannschaft der Hallenser, die im Laufe der Saison mit dem SC Wissenschaft Halle fusioniert hatten und danach als SC Chemie Halle auftrat. Wegen des Abstiegs der 1. Mannschaft wurde die 2. Mannschaft 1959 zur Hochschulsportgemeinschaft (HSG) Wissenschaft Halle transferiert und musste in der II. DDR-Liga antreten. Unter Mitwirkung von Streit wurde die HSG Staffelsieger, konnte sich aber in der Aufstiegsrunde nicht durchsetzen. Nachdem Streit 1960 der HSG zum 3. Platz in der II. DDR-Liga verholfen hatte, beendete er seine Laufbahn als höherklassiger Fußballspieler. Ende der 1960er Jahre war Streit bei der SG 67 Halle-Neustadt im Schülerbereich tätig.